# Adolf von Oechelhäuser
Pour les articles homonymes, voir Oechelhäuser.
Adolf Wilhelm Theodor von Oechelhäuser (né le 17 septembre 1852 à Mülheim, mort le 3 juin 1923 à Dessau (Saxe-Anhalt)) est un historien de l'art allemand.

## Biographie
Adolf von Oechelhäuser est le fils de l'entrepreneur Wilhelm Oechelhäuser (de) et le frère de Wilhelm von Oechelhäuser jun. (de)